# アルミノケイ酸塩

典型的なアルミノケイ酸塩におけるアルミ原子まわりの化学構造。アルミ原子はマイナス1の形式電荷を有し、周囲が負に帯電している。

アルミノケイ酸塩（アルミノケイさんえん、aluminosilicate）はケイ酸塩中にあるケイ素原子の一部をアルミニウム原子に置き換えた構造を持つ化合物である。
ケイ素と酸素が三次元的に網目状に連なった構造を持つケイ酸塩の中で、Si4+ を Al3+ で置き換えることにより失われる正電荷を補償する形でアルカリ金属イオン (M+) などのカチオンを含んでおり、その一般式は　
{\displaystyle {\ce {{\mathit {x}}\,M2O{\cdot }{\mathit {y}}\,Al2O3{\cdot }{\mathit {z}}\,SiO2{\cdot }{\mathit {n}}\,H2O}}}
と表される。含まれるカチオンの種類により多様な性質を示す。
地殻中のアルミニウムの多くはこの形で鉱物として存在している。

## 天然鉱物の例
- ムライト
- カオリナイト
- イライト
- 長石
- ゼオライト (沸石)

## 食品添加物
以下は食品添加物としてEUにて認可されている。
| 名称                                               | CAS番号   | 日本化学物質辞書番号 | E番号 | 天然鉱物例 |
| -------------------------------------------------- | --------- | -------------------- | ----- | ---------- |
| アルミノケイ酸ナトリウム (Sodium aluminosilicate)  | 1344-00-9 | J388.994G            | E554  | 曹長石     |
| アルミノケイ酸カリウム (Potassium aluminosilicate) | 1327-44-2 |                      | E555  | 微斜長石   |
| アルミノケイ酸カルシウム (Calcium aluminosilicate) | 1327-39-5 | J2.967.633J          | E556  | 灰長石     |